# Astrocles japonicus
Espèce
Astrocles japonicus est une espèce d'étoiles de mer de la famille des Freyellidae. Elle vit dans l'océan Pacifique nord-ouest.